# ICAO空港コードの一覧/A
ICAOコードによる空港の一覧：A - B - C - D - E - F - G - H - I - J - K（KA - KG - KN） - L - M - N - O - P - Q - R - S - T - U - V - W - X - Y - Z
この一覧では次のような形式で列挙する。
- ICAOコード（IATAコード）– 空港名 – 空港の所在地

## AG - ソロモン諸島
カテゴリと一覧も参照
- AGAF (AFT) - アフタラ空港 - アフタラ
- AGAR (RNA) - ウラワ空港 - アロナ, ウラワ島
- AGAT (ATD) - ウルハーバー空港 - アトイフィ, マライタ島
- AGBA (VEV) - バラコマ空港 - バラコマ
- AGBT (BPF) - バトゥナ空港 - バトゥナ
- AGEV (GEF) - ゲバ空港 - ゲバ
- AGGA (AKS) - アウキ空港 - アウキ
- AGGB (BNY) - ベローナ・アヌア空港 - アヌア
- AGGC (CHY) - チョイスルベイ空港 - チョイスル湾（英語版）, タロ島
- AGGD (MBU) - ムバンバナキラ空港 - ムバンバナキラ
- AGGE (BAS) - バララエ空港 - バラレ島, ショートランド諸島
- AGGF (FRE) - フェラ空港 - フェラ島, サンタイサベル島
- AGGG - ホニアラ飛行情報区
- AGGH (HIR) - ホニアラ国際空港 - ホニアラ, ガダルカナル島
- AGGI - ババナキラ空港 - ババナキラ
- AGGJ (AVU) - アブアブ空港 - アブアブ
- AGGK (IRA) - キラキラ空港 - キラキラ
- AGGL (SCZ) - サンタクルーズ・グラシオサベイ・ルオバ空港 - サンタクルーズ諸島
- AGGM (MUA) - ムンダ空港 - ムンダ, ニュージョージア島
- AGGN (GZO) - ナサチュープ空港 - ギゾ
- AGGO (MNY) - モノ空港 - モノ島
- AGGP (PRS) - マラウ・サウンド空港 - マラウ・サウンド（英語版）
- AGGQ (OTV) - オントンジャワ空港 - オントンジャワ環礁
- AGGR (RNL) - レンネル・ティンゴア空港 - レンネル島
- AGGS (EGM) - セゲ空港 - セゲ
- AGGT (NNB) - サンタアナ空港 - サンタアナ
- AGGU (RUS) - マラウ空港 - マラウ（英語版）
- AGGV (VAO) - スアバナオ空港 - サンタイサベル島
- AGGY (XYA) - ヤンディナ空港 - ヤンディナ
- AGIN - イスナ・ヘリポート - イスナ
- AGKG (KGE) - カガウ空港 - カガウ島
- AGKU (KUE) - ククドゥ空港 - ククドゥ
- AGOK (GTA) - ガトカエ飛行場 - ンガトカエ島
- AGRC (RIN) - リンギ・コーブ空港 - リンギ・コーブ
- AGRM (RBV) - ラマタ空港 - ラマタ島

## AN - ナウル
カテゴリと一覧も参照
- ANAU - ナウル飛行情報区
- ANYN (INU) - ナウル国際空港 - ヤレン地区

## AY - パプアニューギニア
カテゴリと一覧も参照
- AYBK (BUA) - ブカ空港 - ブカ
- AYCH (CMU) - チムブ空港 - クンディアワ（英語版）
- AYDU (DAU) - ダル空港 - ダル
- AYGA (GKA) - ゴロカ空港（英語版） - ゴロカ
- AYGN (GUR) - ガーニー空港（英語版） - アロタウ
- AYGR (PNP) - ギルア空港（英語版） - ポポンデッタ
- AYHK (HKN) - ホスキンズ空港（英語版） - ホスキンズ
- AYKA       - キリウィニ空港 - キリウィニ
- AYKI (UNG) - キウンガ空港（英語版） - キウンガ（英語版）
- AYKK (KRI) - キコリ空港（英語版） - キコリ（英語版）
- AYKM (KMA) - ケレマ空港（英語版） - ケレマ
- AYKT (KIE) - キエタ・アロパ空港（英語版） - キエタ
- AYKV (KVG) - カビエン空港（英語版） - カビエン
- AYKY       - リアール・アイランド空港（英語版） - クナイェ
- AYLA       - ラエ飛行場（英語版） - ラエ
- AYMD (MAG) - マダン空港（英語版） - マダン
- AYMH (HGU) - マウントハーゲン空港（英語版） - マウントハーゲン
- AYMN (MDU) - メンディ空港（英語版） - メンディ
- AYMO (MAS) - モモテ空港（英語版） - マヌス島
- AYMR (MXH) - モロ空港（英語版） - モロ
- AYMS (MIS) - ミシマ・アイランド空港（英語版） - ミシマ島
- AYNZ (LAE) - ラエ・ナザブ空港（英語版） - ラエ / ナザブ（英語版）
- AYPY (POM) - ポートモレスビー・ジャクソン国際空港 - ポートモレスビー
- AYRB       - ラバウル空港 (旧) - ラバウル, ニューブリテン島
- AYTA (TIZ) - タリ空港（英語版） - タリ（英語版）
- AYTB (TBG) - タブビル空港（英語版） - タブビル（英語版）
- AYTK (RAB) - ラバウル空港 - ラバウル / トクア
- AYVN (VAI) - バニモ空港（英語版） - バニモ（英語版）
- AYWD (WBM) - ワペナマンダ空港（英語版） - ワペナマンダ
- AYWK (WWK) - ウェワク国際空港 - ウェワク